# Piero Jahier
Piero Jahier (Genova, 11 aprile 1884 – Firenze, 19 novembre 1966) è stato uno scrittore, poeta e traduttore italiano.

## Biografia
Nacque a Genova nel 1884 da famiglia (da parte di padre) piemontese e protestante, e in questa città trascorse la sua fanciullezza. Il cognome Jahier è di origine francese, tuttavia un ramo dei Jahier era in Italia già da molte generazioni, e la pronuncia del cognome ne risentì, cosicché dalla pronuncia francese originaria /ʒaˈje/ si passò a quella italianizzata /dʒaˈjε/ (Giaiè). Compì i primi studi a Torino e a Susa dove il padre, pastore battista, era stato inviato a prestare la sua opera. La madre era di origine fiorentina e, dopo la morte del marito, suicida nel 1897, si trasferì a Firenze con i sei figli.
Piero, che era riuscito a terminare gli studi liceali, vinse una borsa di studio e si iscrisse alla facoltà valdese di teologia di Firenze e nel frattempo incominciò a lavorare presso le ferrovie per poter sostenere la famiglia in gravi ristrettezze economiche. Dopo due anni decise di abbandonare gli studi religiosi pur mantenendo il lavoro presso le ferrovie. A Firenze Jahier si trovò presto in contatto con i giovani letterati dell'epoca e iniziò a scrivere articoli su La Riviera Ligure, su Lacerba e quando, nel 1909 conobbe Giuseppe Prezzolini, iniziò a collaborare alla rivista La Voce della quale divenne responsabile dal 1911 al 1913 (il 20 maggio del 1911 aveva intanto conseguito la laurea in giurisprudenza presso l'Università di Urbino) sulla quale scrisse numerose recensioni, articoli e testi letterari di carattere soprattutto religioso.
Nel 1910 sposò Elena Rochat e nel 1911 nacque il primo dei suoi quattro figli, Guidobaldo. Nel 1915 venne pubblicata dall'editrice "Libreria della Voce", della quale era responsabile, l'opera Resultanze in merito alla vita e al carattere di Gino Bianchi con un allegato dove utilizzava lo pseudonimo di Gino Bianchi per delineare in modo satirico il ritratto del burocrate medio. Nel 1916 si arruolò come volontario negli Alpini con il grado di sottotenente.  Mentre era al fronte divenne ufficiale addetto al Servizio P, e curò la pubblicazione del giornale di trincea L'Astico al quale continuò a collaborare anche a fine guerra nel suo proseguimento Il nuovo contadino.
Nel 1919 uscì a cura di Barba Piero (in genovese "zio Piero"), pseudonimo già da lui usato quando scriveva sull'Astico, la raccolta Canti di soldati che si ispirava al periodo vissuto in trincea. Nello stesso anno venne pubblicato Ragazzo, un prosimetro di carattere autobiografico i cui capitoli erano già apparsi precedentemente su varie riviste e nel 1920 pubblicò la sua opera in prosa più famosa, Con me e con gli alpini. Nel 1921 con la cura delle Lettere e testimonianze dei ferrovieri per la patria pose termine alla sua attività creativa. Fu chiaramente antifascista e per questo suo atteggiamento fu bastonato, imprigionato e perseguitato.
Durante tutto il ventennio fascista smise di scrivere e si limitò a pubblicare alcune traduzioni e dopo la liberazione divenne presidente della bolognese "Libera Associazione di Studi" e riuscì, pur continuando il suo lavoro nelle ferrovie, a prendere una seconda laurea in francese. Nel secondo dopoguerra raccolse i suoi scritti, apportando numerose modifiche, e li riordinò per la pubblicazione di una edizione delle sue Opere che verranno pubblicate nel 1964 da Vallecchi. Morì a Firenze nel 1966.

## Poetica
La poesia di Jahier è stata proposta, alle generazioni venute dopo la prima guerra mondiale, come un'alternativa alla "poesia pura" di gusto novecentesco e a quella neosimbolista degli ermetici mentre alla vigilia della seconda guerra mondiale e nel decennio successivo, essa è stata assunta come solido punto di riferimento sia morale che stilistico. Nel periodo successivo al 1965 essa venne però criticata con l'accusa di contenere troppe allusioni politiche e atteggiamenti moralistici e populistici.
La poesia di Jahier possiede un tono biblico e profetico che egli assume sia dalla versione latina e italiana delle Sacre Scritture sia dalle cadenze di Walt Whitman e di Paul Claudel (che lo scrittore ebbe modo di tradurre) e ancora dal futurismo. Le immagini che Jahier ci propone sono di una forte moralità e si rifanno alla vita contadina e agli affetti domestici. Esse risuonano simili a canti liturgici alternanti tra la vita dei lavori dei campi e la morte dovuta per fedeltà al dovere.
Le pagine di Ragazzo risultano ritmate e si tramutano facilmente in verso mentre in Con me e gli alpini e nelle altre poesie (tra le più belle Il canto della sposa e Il soldato Somacal Luigi) sembra dominare, per volontà stilistica, la contraddittorietà di quegli impulsi ai quali Giovanni Boine e Clemente Rebora danno libero sfogo. Ma è solo apparenza in quanto anche in Jahier si avverte l'indomabile disordine che possiede l'animo degli altri due poeti. Se i vociani, come molta critica ha sottolineato, hanno avuto un destino tragico, in Jahier la distruzione è meno evidente che in Giovanni Boine, Dino Campana, Scipio Slataper e Clemente Rebora, ma non per questo meno sofferta.

## Opere

### Narrativa e prose varie
- Resultanze in merito alla vita e al carattere di Gino Bianchi, con un allegato, Libreria della "Voce", Firenze 1915
- Ragazzo, Edizioni de "La Voce", Roma 1919
- Con me e con gli alpini, Edizioni de "La Voce", Roma 1920
- Ragazzo e prime poesie, Vallecchi, Firenze 1939
- Arte alpina, Scheiwiller, Milano 1961
- Le Opere di Piero Jahier sono state riunite in 3 volumi a cura dell'autore, presso l'editore Vallecchi di Firenze: Poesie, 1964; Resultanze in merito alla vita e al carattere di Gino Bianchi, 1965; Ragazzo - Con me e con gli alpini, 1967. Con me, previsto come IV vol. del piano delle Opere è uscito a cura di O. Cecchi e E. Ghidetti, a Roma, nel 1983
- Canti di soldati, Mursia, Milano, 2009, ISBN 9788842542919
- Con me e con gli alpini[6], Mursia, Milano, 2014, ISBN 9788842554448
- Ragazzo. Edizione critica a cura di Fabio Pastorelli, Morlacchi Editore, Perugia, 2016, ISBN 9788860747914